# Winklern
Winklern osztrák mezőváros Karintia Spittal an der Drau-i járásában. 2016 januárjában 1211 lakosa volt. 

## Elhelyezkedése

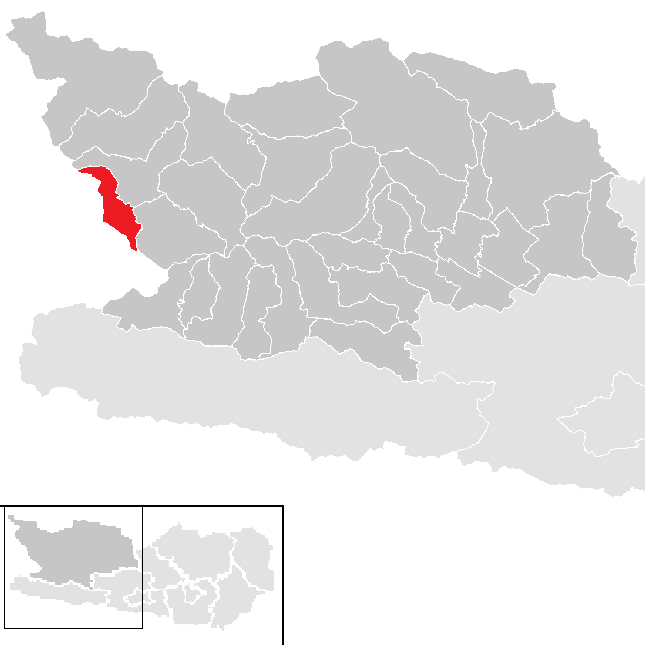
Winklern a Spittali járásban

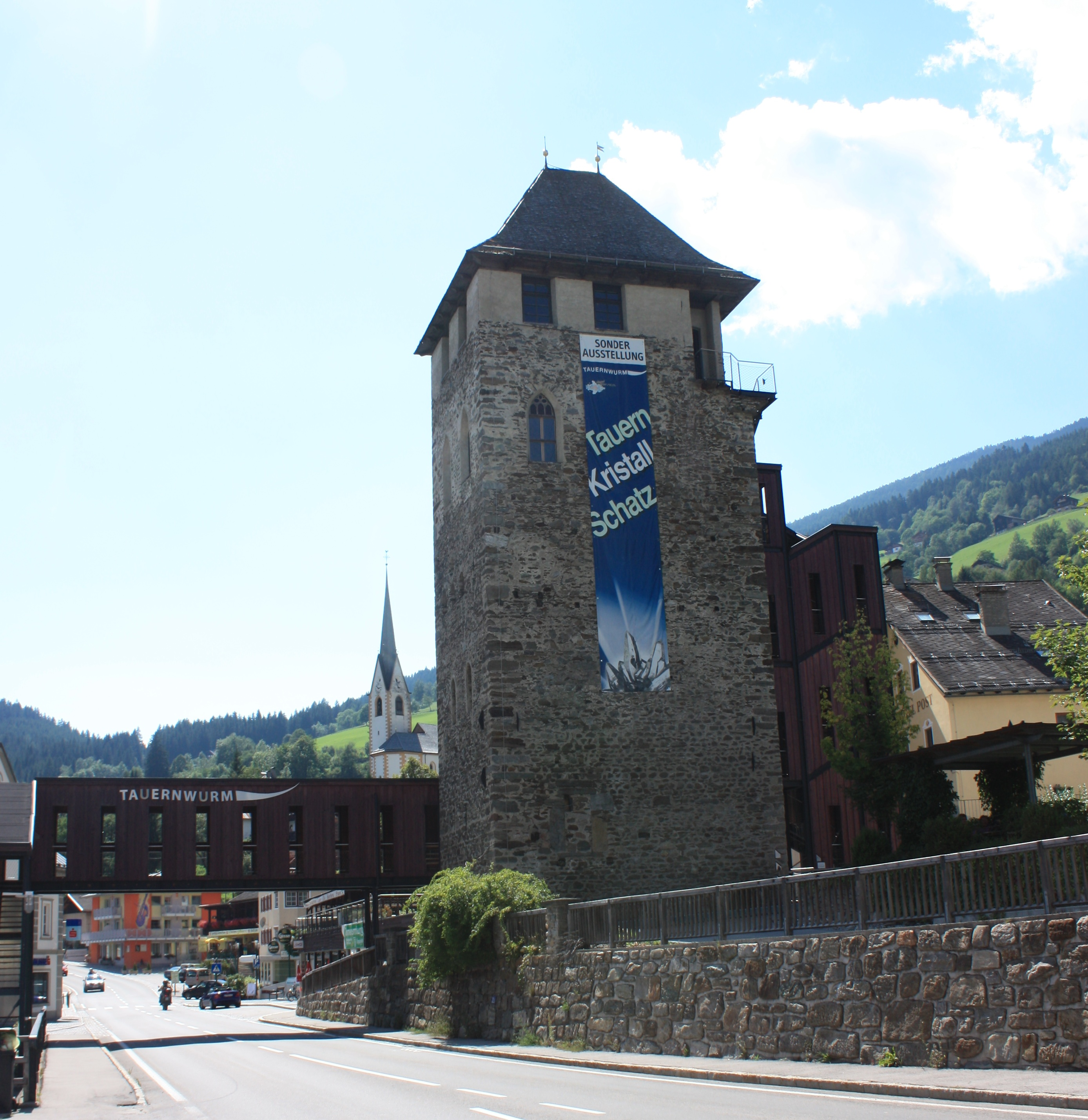
A Vámtorony

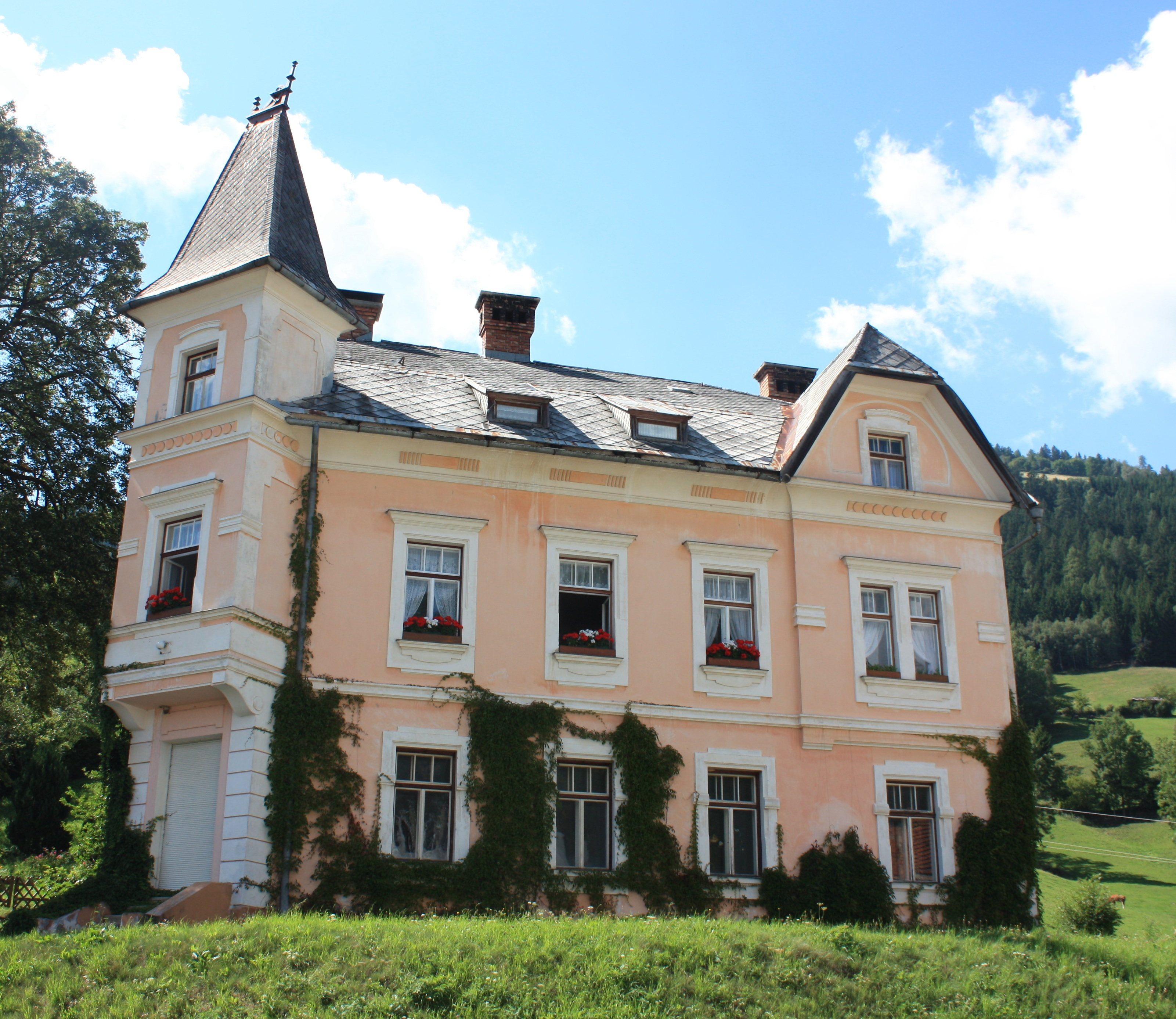
Winklerni villa

Winklern Karintia nyugati határán fekszik, a Möll folyó felső szakaszán, a Magas-Tauern hegység három masszívuma, a Schober-, Goldberg- és Kreuzeck-csoportok találkozásánál. Elhelyezkedése miatt a települést a Magas-Tauern Nemzeti Park kapujaként is emlegetik. Az önkormányzat 7 falut és egyéb települést fog össze: Langang (103 lakos), Namlach (164), Penzelberg (87), Reintal (98), Stein (13), Winklern (701), Zwischenbergen (40).  	 	
A környező települések: északkeletre Mörtschach, keletre Rangersdorf, nyugatra Iselsberg-Stronach és Dölsach (utóbbi kettő Tirol tartományban). 

## Története
Winklern első említése 1041-1060 közötti. Területe ekkor a salzburgi érsekség és a brixeni püspökség birtoka volt. 1213 után a szomszédos Reintallal együtt a Görz-Tirol grófok tulajdonába került. Mivel közel volt az iselsbergi hágóhoz, kedvező helynek bizonyult egy vámszedő állomás létesítésére. A város mai jelképét, a Vámtornyot (Mautturm) először 1325-ben említik. A kora gótikus stílusban emelt erődítmény az idők folyamán gabonatárolásra és lakóépületként is szolgált. Lehetséges, hogy korábban egy római őrtorony is állt a helyén. A Görz grófok kihalása után Winklern a Habsburgok kezébe került, majd a századok folyamán többször is gazdát cserélt.
Az önkormányzat 1850-ben jött létre. 1898-ban Mörtschach elszakadt Winklerntől, majd 1973-ban egy közigazgatási reform során ismét egyesítették őket; csak hogy egy 1991-es népszavazást követően ismét önállóvá váljék. Winklern 1930-ban mezővárosi státuszt kapott. 1979-ig itt működött a kerületi bíróság.

## Lakosság
A winklerni önkormányzat területén 2016 januárjában 1211 fő élt, ami növekedést jelent a 2001-es 1134 lakoshoz képest. Akkor a helybeliek 96,2%-a volt osztrák, 1,2% német állampolgár. 91,9%-uk római katolikusnak, 3,6% evangélikusnak, 3,5% pedig felekezeten kívülinek vallotta magát. 

## Látnivalók
- a Vámtorony
- a Szt. Lőrinc-plébániatemplom

## Fordítás
- Ez a szócikk részben vagy egészben  a   Winklern című német Wikipédia-szócikk ezen változatának fordításán alapul.  Az eredeti cikk szerkesztőit annak laptörténete sorolja fel. Ez a jelzés csupán a megfogalmazás eredetét és a szerzői jogokat jelzi, nem szolgál a cikkben szereplő információk forrásmegjelöléseként.